# Метинові барвники

Структура ціаніну — першого синтезованого представника класу

Мети́нові барвники́ — клас синтетичних і природних барвників, що містять електронодонорні та електроноакцепторні групи, з'єднані ланцюгами вільних або заміщених метинових груп {\displaystyle {\ce {-CH=}}} і мають непарну кількість атомів вуглецю в такому ланцюгу.
Довгий час усі метинові барвники називали ціаніновими (від грец. ϰυανός — синій), за назвою першого отриманого представника, але надалі назва «ціанінові барвники» залишилася тільки в підгрупи, де метиновим ланцюгом з'єднані ароматичні гетероцикли. Поліметиновими барвниками називають підгрупу метинових барвників, що містять більше однієї метинової групи.
Застосовують у медицині та біології, виробництві фотографічних товарів, лазерів та інших галузях техніки, що використовують сенсибілізувальні та флуоресцентні властивості цієї групи барвників.

## Історія
Перший синтетичний представник класу метинових барвників — ціанін (він же хіноліновий синій або ціаніновий синій) отримав у університеті Глазго Гревіль Вільямс того ж 1856 року, коли Вільям Перкін відкрив перший синтетичний барвник — мовеїн, що робить ціанін одним із найстаріших штучних барвників. Синтез ціаніну став типовим для отримання всіх простих ціанінових барвників — для його отримання Вільямс нагрівав суміш йодистих ізоамілатів хіноліну та лепідину з сильним лугом.
Через один рік, 1857 року німецький хімік Ламберт фон Бабо, незалежно від Вільямса, отримує солі хіноліну з алкілсульфатами, яким він дає назви метил- і етил-іризин відповідно, і характеризує їх як «одні з найпрекрасніших сполук в органічній хімії».
Дещо пізніше, 1875 року ціанін став одним із перших барвників, у якого Герман Фогель виявив фотографічну активність — здатність до сенсибілізації фотоматеріалу в оранжево-червоному діапазоні (580—610 нм). Практичне застосування ціанінового синього у фотографії тривало недовго через його неміцність і вуалювання емульсії, проте похідні ціаніну — метинові барвники виявилися чи не єдиним класом барвників (за небагатьма винятками), придатним для застосування в ролі оптичних сенсибілізаторів у фотографічній промисловості. Через важливість аерофотографії для розвідки під час Першої світової війни галузь метинових барвників уважно вивчали багато дослідників спершу в Німеччині, а потім, через дефіцит сенсибілізаторів, — у Великій Британії та США, що привело до синтезу багатьох похідних та виявлення нових важливих властивостей. отримуваних сполук. Одним із значних відкриттів цього періоду став синтез пінаціанолу Бенно Гомолкою 1905 року, що дозволило налагодити промисловий випуск фотоматеріалів, чутливих до видимої ділянки спектра.
Пізніші роботи, що проводилися в 1915—1925 роках, дозволили точно встановити будову ціанінових барвників. Як і передбачалося, ціанінові барвники, отримані на той час, складалися з двох гетероциклів, з'єднаних монометиновим чи триметиновим ланцюжком. У 1930-х роках синтезовано важливу групу мероціанінів, що набула поширення для інфрачервоної сенсибілізації, а в 1950—1960 роках дослідники перейшли до синтезу метинових барвників, у яких замість азотовмісних гетероциклів використовувалися інші конденсовані системи.

## Номенклатура
Метинові барвники можна класифікувати за зарядом молекули на катіонні (ціаніни, стрептоціаніни та інші), аніонні (оксоноли) та нейтральні (нейтроціаніни або мероціаніни). Враховуючи, що електронодонорна та електроноакцепторна групи у складі молекули метинового барвника можуть обмінюватися зарядом по ланцюгу сполучення, то схеми зв'язків для них виглядають так:
- катіонні: {\displaystyle [>N=CH-(CH=CH)_{n}-N<]^{+}\longleftrightarrow [>N-(CH=CH)_{n}-CH=N<]^{+}} ;
- аніонні: {\displaystyle [O=CH-(CH=CH)_{n}-O]^{-}\longleftrightarrow [O-(CH=CH)_{n}-CH=O]^{-}} ;
- нейтральні: {\displaystyle >N-(CH=CH)_{n}-CH=O\longleftrightarrow >N^{+}=CH-(CH=CH)_{n}-O^{-}} ;

Із зазначених груп промислове значення мають лише катіонні та нейтральні.
За кількістю метинових груп ці барвники класифікують на моно-, ді-, три-, пента-, і так далі до поліметинціанінових. Існують нульметинові, що містять фенільну групу, безпосередньо пов'язану з азотовмісним гетероциклом. Також до метинових барвників відносять молекули, де ядра безпосередньо зчеплені зв'язком між атомами вуглецю, що входять до ядер, тобто взагалі не містять метинового ланцюга.
За кількістю вініленових груп (-CH=CH-) групу можна розділити на такі, що мають: одну вініленову групу — карбоціанінові, дві — дикарбоціанінові, три — трикарбоціанінові і т. д.
Метинові барвники мали спочатку загальну назву «ціанінові барвники», що походить від назви першого представника. Надалі, після синтезу та дослідження різноманітних класів цих барвників, ціаніновими барвниками стали називати тільки сполуки, в яких на обох краях ланцюга розташовані ароматичні гетероцикли, найменування інших груп стали утворювати додаванням коренів, що характеризують кінцеві групи, наприклад, для бензоксазолу ввели корінь — «окса», тіазолу — «тіа» і т. д.

## Фізичні та хімічні властивості
Мають будь-які кольори, зазвичай у діапазоні від жовтого до зеленого, іноді безбарвні. Водні та спиртові розчини відрізняються високою насиченістю та чистим відтінком кольору, що пояснюється вузькою смугою поглинання. Чистота кольору більшою мірою виражена в симетричних барвників. Значення молярного коефіцієнта екстинкції становить від 30000 до 250000, збільшуючись із подовженням ланцюга.
Нестійкі до дії окисників, але стабільні при взаємодії з відновниками. Знебарвлюються кислотами через протонування донорного ядра і відновлюють свій початковий колір у нейтральних середовищах. Утворюють нестабільні карбінольні основи, що розкладаються з руйнуванням метинового ланцюга під дією лугів, причому з'єднання з коротким ланцюгом виявляються стійкішими. Світлостійкість падає зі збільшенням довжини метинового ланцюга.

## Застосування
Майже всі метинові барвники надають фотографічній емульсії на основі срібла розширену чутливість у видимому та інфрачервоному діапазонах, що визначило їх важливу роль як фотографічних сенсибілізаторів. Максимум сенсибілізації корелює зі спектром поглинання барвника, але при цьому зміщений у довгохвильовий бік.
Барвники, що належать до катіонних груп, використовують у текстильній промисловості для фарбування поліакрилонітрильного волокна, деяких поліефірів і поліамідів, у які введено кислотні групи, що забезпечує світлостійкість забарвлення. Також такі катіонні барвники використовують для фарбування натуральної шкіри, отримання чорнила та штемпельних фарб, виготовлення копіювального паперу.
Деякі монометинові барвники та їх азааналоги, завдяки безбарвності та сильним флуоресцентним властивостям, застосовують як оптичні відбілювачі.
Метинові барвники мають широке застосування в лазерній техніці для отримання як активних, так і пасивних середовищ завдяки здатності цих барвників до флуоресценції та вибірковим спектральним властивостям.
У біології та медицині застосовуються як оптичні індикатори.
Обробкою стирилових барвників лужними розчинами одержують безбарвні спіропірани, з яких одержують безбарвні копіювальні папери, наносячи зверху шари мікрокапсул з безбарвною формою барвника та наповнювач із слабокислими властивостями (каолін, силікагелі тощо). Механічний вплив на такий папір призводить до руйнування мікрокапсул та переходу спіропіранів у забарвлену форму. Спіропірани, в яких аміногрупу заміщено нітрогрупою, мають фотохромні властивості і забарвлюються під дією ультрафіолетових променів, а знебарвлюються в темряві. Такі сполуки застосовують у плівках для запису інформації.